# Завод азотних добрив у Малазі
Завод азотних добрив у Малазі — колишній виробничий майданчик у іспанському місті Малага.
Проєкт спорудження заводу реалізували через компанію Amoniaco Espanol (AMESA), що спершу належала Esso Chemical (група нафтогазового гіганту ExxonMobil). Технологічний процес передбачав виробництво аміаку, який в подальшому частково використовували для продукування нітратної кислоти (потужність майданчику по цій кислоті становила 300 тонн на добу). Кінцевим продуктом були азотні добрива — сульфат амонію (результат взаємодії аміаку з сульфатної кислотою) та аміачно-кальцієва селітра (суміш аміачної та кальцієвої солей нітратної кислоти), крім того, певні обсяги аміаку реалізовували як добриво — аміачну воду. На момент запуску заводу в 1964-му його потужність рахувалась як 310 тисяч тонн добрив на рік.
У 1971-му Amoniaco Espanol придбала іспанська компанія SA Cros (в 1989-му унаслідок злиття стала частиною Ercros). На цей час потужність заводу визначалась як 110 тисяч тонн сульфату амонію, 140 тисяч тонн нітрату аммонію (аміачної селітри) та 25 тисяч тонн товарного аміаку (загальна потужність майданчику по аміаку становила 100 тисяч тонн).
В першій половині 1970-х оголосили про укладання контракту на спорудження лінії з виробництва сечовини (отримують реакцією аміаку та діоксиду вуглецю) продуктивністю 330 тонн на добу. Втім, відомості про завершення цього проєкту відсутні.
В 1976-му для майданчику в Малазі замовили лінію нітрату амонію низької щільності (використовується у виробництві вибухівки) потужністю 50 тисяч тонн на добу, а в 1988-му уклали контракт на її модернізацію.
Як сировину для виробництва аміаку використовували naphtha — суміш легких рідких вуглеводнів. Після влаштованої ОПЕК нафтової кризи 1973 року ціни на нафтопродукти зросли в рази, що відповідним чином негативно вплинуло на економіку заводу в Малазі. У підсумку в 1984-му продукування тут аміаку припинили і перейшли на використання привозної сировини. Для імпорту аміаку за 1,2 км від узбережжя облаштували причал для танкерів-хімовозів, від якого аміак перекачували на розташований дещо менш ніж за десяток кілометрів майданчик заводу по трубопроводу (це відео присвячене прокладанню морської ділянки трубопроводу та дозволяє побачити платформи причалу).
З плином часу виробництво в Малазі остаточно стало неконкурентоздатним та було закрито в 1990 році. Станом на початок 2020-х в морі все ще стирчали дві платформи, на які раніше спирались споруди причалу для хімовозів.